# تشاي بن
تشاي بن (هانغل: 김채빈) هي ممثلة كورية جنوبية، ولدت في 22 أغسطس 1997 في كوريا الجنوبية.

## وصلات خارجية
- تشاي بن على موقع IMDb (الإنجليزية)